# José Moncada Calvache
José Moncada Calvache (Almería, 29 de diciembre de 1893-Alhama de Almería, 5 de julio de 1988) fue un pintor español.

## Biografía
Segundo de cinco hermanos, fue hijo de Federico Moncada Pradal y de Mª Trinidad Calvache Portillo, natural ésta de Alhama de Almería, y bautizado en la parroquia almeriense de San Sebastián al poco de nacer. 
Trabajó muy joven en el taller de ebanistería de su padre, donde conoció el dibujo del también pintor Dionisio Godoy, amigo de la familia. 
En 1908, con quince años, se matricula en la Escuela de Artes y Oficios Artísticos de Almería y en 1912 entra en la Academia de Bellas Artes de la capital. Entre 1914 y 1915 impartió a la vez clases de escenografía como auxiliar en la misma institución. 
En 1918 expone por primera vez en una exhibición colectiva en Almería, en la que obtuvo un segundo premio. Ya en ella se vislumbró su inclinación por el bodegón y el retrato. Su primera exposición individual tiene lugar en el Ateneo de Madrid en 1921.
A partir de 1926, Moncada Calvache consigue sus mayores éxitos. Ese año participa con éxito en el Salón de Otoño de Madrid y al año siguiente, 1927, expone individualmente por primera vez en su ciudad natal, en el Casino Cultural. En 1929 participa en una exposición de ámbito nacional celebrada en el Círculo de Bellas Artes, de nuevo en la capital de España. Además, se muestran obras suyas en las exposiciones Iberoamericana de Sevilla e Internacional de Barcelona, ambas celebradas en 1929. Los éxitos de esta segunda mitad de los años 20 le merecerán reseñas muy positivas en la prensa.
Durante los años 30 continúan sus éxitos, exponiendo de manera continuada: en 1933 de nuevo en el Círculo de Bellas Artes de Madrid; en 1934, en la Escuela de Bellas Artes de Almería (donde obtuvo la Medalla de Oro en la Exposición Regional de Artes e Industrias; o en 1935, en el Círculo Mercantil e Industrial de Almería.
En 1939 fija su residencia en Barcelona y en 1942 es galardonado con el Premio Nacional de Pintura. 
Regresará al sur años después, en 1961, aquejado de una grave enfermedad, y se establecerá en Alhama de Almería, donde se granjeará el afecto popular y desarrollará la última etapa de su obra. 
El pueblo de Alhama le dedicó homenajes oficiales, nombró una calle en su honor y celebró exposiciones antológicas de su obra antes de su muerte, en 1988. En Almería capital se le dio su nombre a la antigua calle del Volante.